# 新党地球の福祉
新党地球の福祉（しんとうちきゅうのふくし、2006年 - ）は山口県に主たる事務所を置く日本の政治団体である。

## 党活動
- 山口県を基盤に国政選挙、地方選挙に立候補を続けている佐々木信夫が党首。事実上、佐々木の一人一党的色彩が強い。
- 佐々木は過去に社会民主連合、進歩党、進歩自由連合、護憲新党あかつき、憲法みどり農の連帯、自由連合などに所属してきた。

## 選挙歴
- 2006年10月　山口市議会議員選挙に佐々木が公認候補（諸派）で出馬、落選。
- 2007年4月　山口県議会議員選挙・宇部市選挙区に佐々木が公認候補（諸派）で出馬、落選。
- いずれも供託金は没収されている。